# 尊師
尊師（そんし）とは、師への尊仰の念を込めた言い回しである。